# Cantón de Blaye
El cantón de Blaye era una división administrativa francesa, que estaba situada en el departamento de Gironda y la región de Aquitania.

## Composición
El cantón estaba formado por trece comunas:
- Berson
- Blaye
- Campugnan
- Cars
- Cartelègue
- Fours
- Mazion
- Plassac
- Saint-Androny
- Saint-Genès-de-Blaye
- Saint-Martin-Lacaussade
- Saint-Paul
- Saint-Seurin-de-Cursac

## Supresión del cantón de Blaye
En aplicación del Decreto nº 2014-192 de 20 de febrero de 2014, el cantón de Blaye fue suprimido el 22 de marzo de 2015 y sus 13 comunas pasaron a formar parte del nuevo cantón del Estuario.